# Dicranomyia fuscolata
Dicranomyia fuscolata là một loài ruồi trong họ Limoniidae. Chúng phân bố ở miền Australasia.